# Kelvin–Helmholtz-instabilitás
A Kelvin–Helmholtz-instabilitás (Lord Kelvin és Hermann von Helmholtz után) akkor következik be, amikor két egymáson „mozgó”, nem keveredő fluidumfelület között sebességkülönbség van. Például víz felszíne és szél. Az instabilitás a víz felszínén megjelenő hullámokban nyilvánul meg. Ezen kívül a felhők, az óceán, a Szaturnusz gyűrűi, a Jupiter Nagy Vörös Foltja és a Nap koronája is mutatják ezt az instabilitást.

## Áttekintés

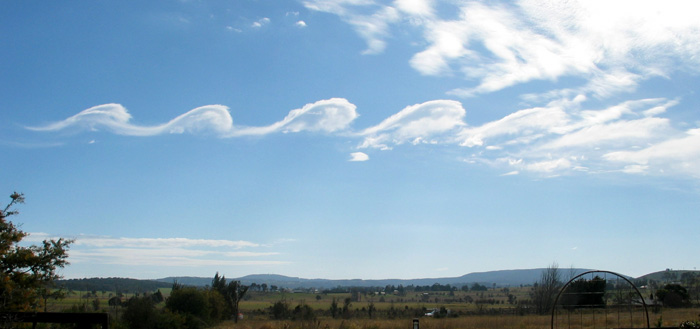
Kelvin–Helmholtz-instabilitás felhők esetén

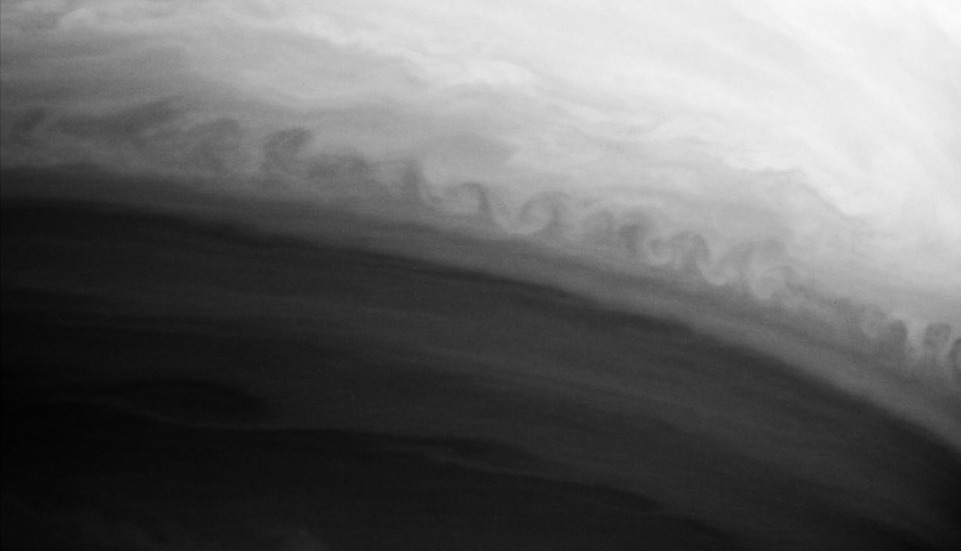
Kelvin-Helmholtz-instabilitás a Szaturnusz két gyűrűjének határán

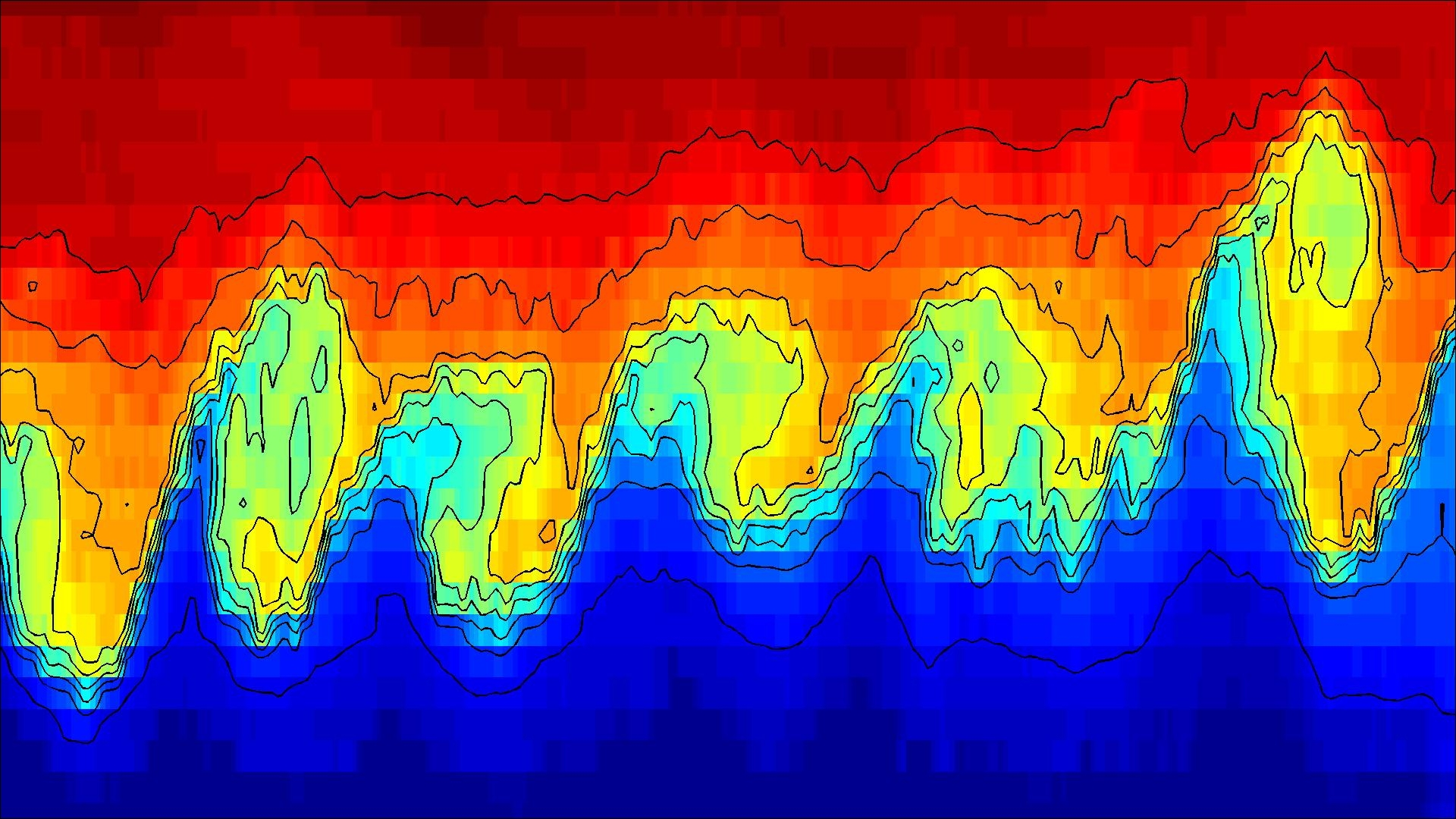
Kelvin–Helmholtz-instabilitás 500 m mélyen az Atlanti-óceánban

Az elmélet előrejelzi az instabilitás beálltát és a turbulens áramlásba való átmenetet különböző sűrűségű fluidumok eltérő sebességű mozgása esetén. Helmholtz két különböző sűrűségű fluidum dinamikáját tanulmányozta egy kis zavar, például hullám, a fluidumok határfelületére való bevitelekor.
Elég rövid hullámhosszakra, a felületi feszültséget elhanyagolva, a határfelület instabillá válik bármilyen sebességre. A felületi feszültség azonban stabilizálja az ilyen kis hullámhosszúságú instabilitásokat, és ez a stabilitás fenn is marad egy bizonyos sebességhatárig. A felületi feszültséget magába foglaló elmélet nagyjából előrejelzi a hullámok kialakulását víz felületén fújó szél esetén.
Nemrég fedezték fel, hogy a fluidumok lineáris dinamikájára vonatkozó egyenletekre érvényes a paritás-idő szimmetria, és a Kelvin–Helmholtz-instabilitás akkor és csakis akkor következik be, ha a paritás-idő szimmetria spontán sérül.
Folyamatosan változó sűrűség- és sebességeloszlás esetén (a könnyebb rétegekkel felül, hogy a fluidum RT-stabil legyen) a Kelvin–Helmholtz-instabilitás dinamikáját a Taylor–Goldstein-egyenlet írja le, és beálltát a Richardson-szám ({\displaystyle Ri}) határozza meg. Általában a réteg instabil {\displaystyle Ri<0.25} esetén.
Ezen instabilitás tanulmányozása alkalmazható a plazmafizikában, például tehetetlenségi összetartású fúzióban.

## Fordítás
Ez a szócikk részben vagy egészben  a   Kelvin–Helmholtz instability című angol Wikipédia-szócikk ezen változatának fordításán alapul.  Az eredeti cikk szerkesztőit annak laptörténete sorolja fel. Ez a jelzés csupán a megfogalmazás eredetét és a szerzői jogokat jelzi, nem szolgál a cikkben szereplő információk forrásmegjelöléseként.